# Suda (Mesopotàmia)

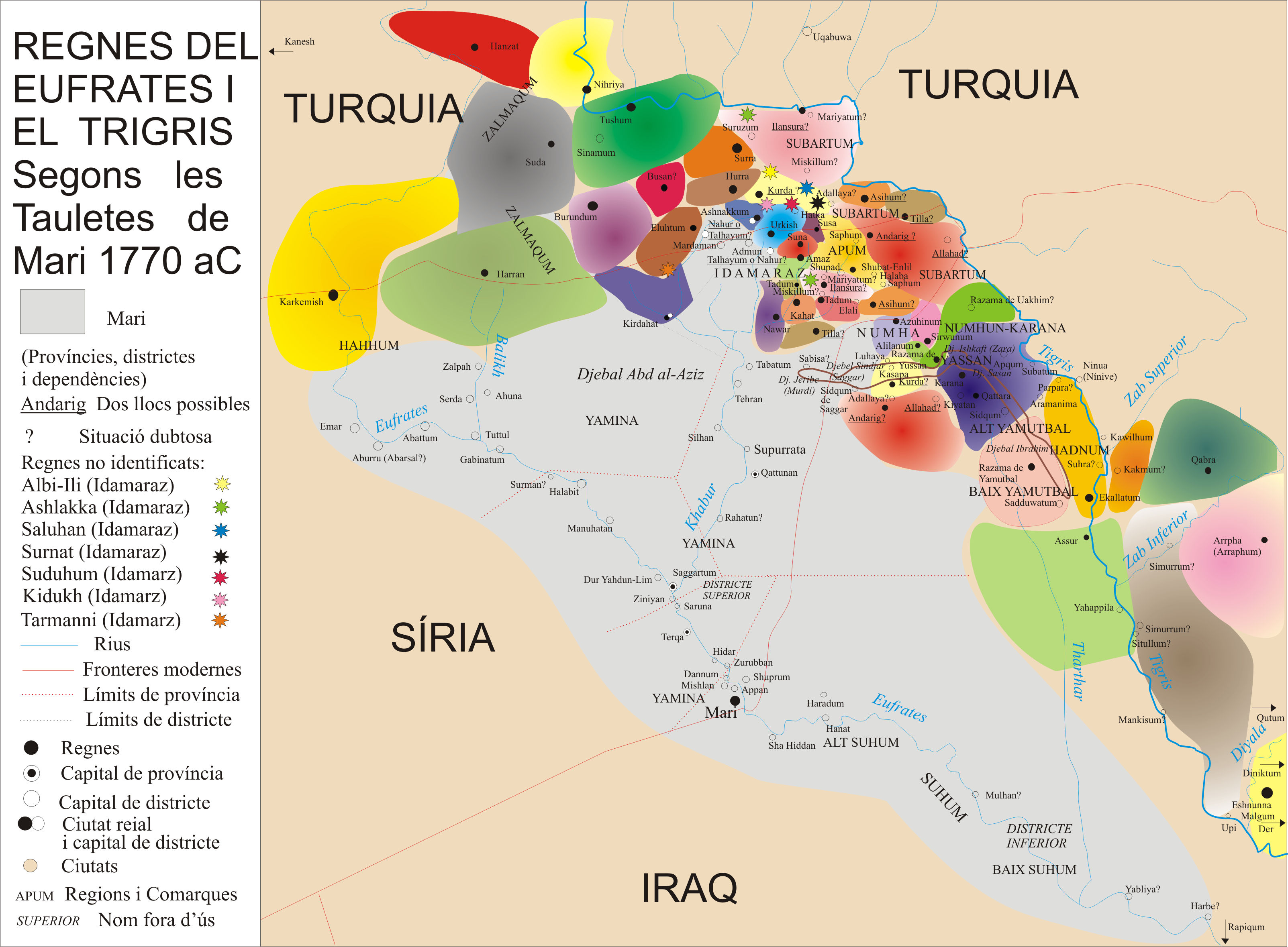
Mapa

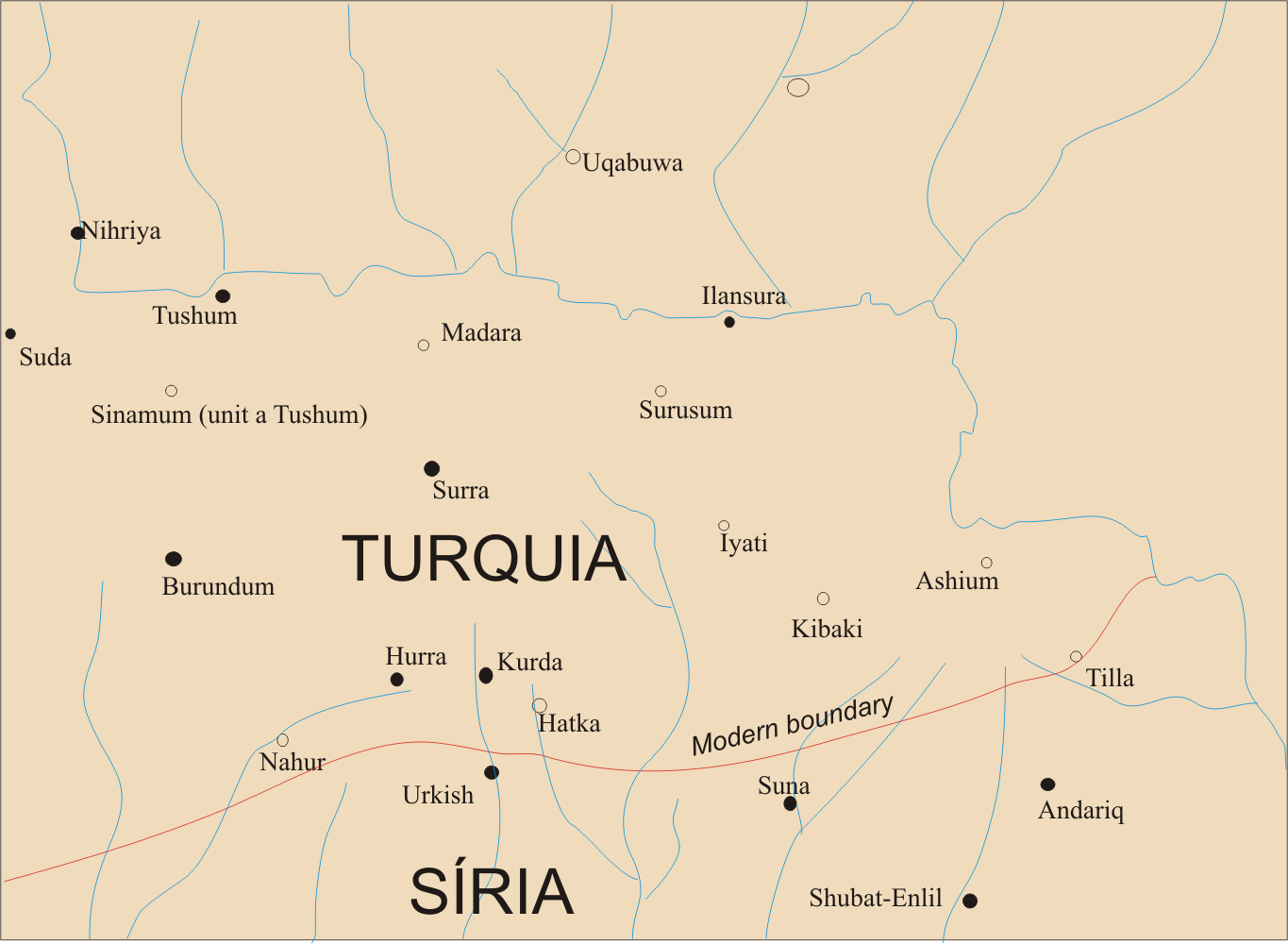
regnes de la zona del Tigris, Suda el més occidental

Suda fou un regne de la zona del Tigris a Mesopotàmia, que va existir el segle xviii aC; als seus habitants se'ls esmenta com sudaïtes. Estava situat al sud-oest de Nihriya, el qual estava proper a la moderna Diyarbekir. Suda estava en la part septentrional del país tribal de Zalmaqum. El rei era Sibkuna-Addu; el seu germà Hibrum-Malik, fou el general que manava els 800 soldats que Suda va enviar per ajudar a Zimrilim de Mari.
És probablement la ciutat que apareix segles després com a Sura.